# Vodohospodářské sdružení měst a obcí Sokolovska
Vodohospodářské sdružení měst a obcí Sokolovska je zájmové sdružení právnických osob v okresu Sokolov, jeho sídlem je Sokolov a jeho cílem je jednotná správa a řízení skupinového vodovodu Horka, společných rozvodů pitné vody a vodohospodářských zařízení. Jednotná správa a řízení místních rozvodů pitné vody, kanalizací a čistíren odpadních vod členských obcí až po vypouštěcí místa. Sdružuje celkem 29 obcí a byl založen v roce 1996.

## Obce sdružené v mikroregionu
- Březová
- Bukovany
- Citice
- Dasnice
- Dolní Nivy
- Dolní Rychnov
- Habartov
- Chlum svaté Maří
- Chodov
- Josefov
- Kaceřov
- Krajková
- Královské Poříčí
- Kynšperk nad Ohří
- Libavské Údolí
- Loket
- Lomnice
- Nové Sedlo
- Oloví
- Rovná
- Sokolov
- Staré Sedlo
- Stříbrná
- Svatava
- Šabina
- Těšovice
- Vintířov
- Vodohospodářská společnost Sokolov